# Vestenmühle
Vestenmühle (oberfränkisch: Festnml oder Baknml) ist ein Weiler und Gemeindeteil der Stadt Pegnitz im Landkreis Bayreuth (Oberfranken, Bayern).

## Lage
Der Ort liegt an der Püttlach in der Gemarkung Trockau. Eine Anliegerstraße führt 0,5 km südlich zur Staatsstraße 2184.

## Geschichte
Vestenmühle wurde 1326 als „zer vesten ein mul“ erstmals schriftlich erwähnt. Das Bestimmungswort nimmt Bezug auf die Veste Trockau.
Mit dem Gemeindeedikt (frühes 19. Jahrhundert) wurde Vestenmühle dem Steuerdistrikt Trockau und der Ruralgemeinde Trockau zugewiesen. Im Rahmen der Gebietsreform in Bayern wurde der Ort am 1. Mai 1978 in die Stadt Pegnitz eingegliedert.